# وورث1000
وورث1000 ((بالإنجليزية: Worth1000)‏) هو موقع عرض صور ورسومات غريبة الشكل من مختلف أنحاء العالم وتم تأسيسه في 1 يناير 2002 ويقع مقره في مدينة نيويورك. ويشتق اسمه من المثل "الصورة تساوي ألف كلمة"